# Tính nghệ thuật
Tính nghệ thuật (tiếng Pháp: valeur artistique) theo nghĩa rộng là đặc trưng loại biệt của nghệ thuật phân biệt nó với các hình thái ý thức xã hội khác. Với ý nghĩa này, tính nghệ thuật thể hiện ở đặc trưng của đối tượng miêu tả, của nội dung và hình thức chiếm lĩnh đời sống, của phương thức thể hiện,...
mà tập trung nhất là ở hình tượng nghệ thuật. Như vậy, tính nghệ thuật gần gũi và dường như là đồng nghĩa với khái niệm tính hình tượng. Do đó bất kì tác phẩm nghệ thuật nào cũng có tính nghệ thuật.
Với nghĩa hẹp, tính nghệ thuật là thuật ngữ được sử dụng nhằm phân biệt với tính tư tưởng để đánh giá chất lượng nghệ thuật, tức phẩm chất giá trị của chính những đặc trưng hình tượng nói trên, về sự sâu sắc và sinh động, về sự truyền cảm và lay động tư tưởng. Ở đây, tính nghệ thuật thể hiện ở cấu tứ độc đáo, miêu tả sinh động, kết cấu tài tình, ngôn ngữ gợi cảm, gây ấn tượng đặc biệt tạo thành sức thuyết phục và lôi cuốn của tác phẩm. Tính nghệ thuật gắn với sự khái quát chân lý đời sống, với Iý tuởng cao đẹp và tính sáng tạo của nhà văn. Vì vậy, khái niệm tính nghệ thuật luôn luôn liên hệ mật thiết với các khái niệm tính chân thực, tính tư tưởng, phong cách nghệ thuật, nó thể hiện ở sự thống nhất hoàn mỹ giữa nội dung và hình thức nghệ thuật trong một chỉnh thể là tác phẩm văn học. Ở các tác phẩm ưu tú, tính nghệ thuật và tính tư tưởng thống nhất hài hòa với nhau.
Tính nghệ thuật mang nội dung lịch sử và phát triển, Các thời đại và các nền văn học khác nhau thường có các quan niệm và tiêu chuẩn khác nhau về tính nghệ thuật.